# Манель Наварро
Манель Наварро (1996, Сабадель, Бальєс-Уксідантал, Каталонія, Іспанія) — каталонський іспанський співак, пісняр і гітарист. Представник Іспанії на Євробаченні 2017 з піснею «Do It For Your Lover».

## Життєпис
У 2014 здобув перемогу на конкурсі молодих виконавців Catalunya Teen Star. 4 грудня 2014 випустив дебютний сингл, Brand New Day. У 2015 році підписав контракт з іспанським Sony Music.
У січні 2017 опублікував сингл Do It For Your Lover. 12 січня оголошено, що Наварро — один з шести кандидатів e національному фіналі Іспанії на Євробаченні 2017. 11 лютого 2017 стало відомо, що саме він стане представником країни на конкурсі. За підсумками фінального голосування посів 26 місце.

## Дискографія
| Рік  | Назва                  | Позиція | Альбом            |
| Рік  | Назва                  | Іспанія | Альбом            |
| ---- | ---------------------- | ------- | ----------------- |
| 2014 | "Brand New Day"        | —       | Non-album singles |
| 2016 | "Candle"               | —       | Non-album singles |
| 2017 | "Do It for Your Lover" | —       | Non-album singles |

## Цікаві факти
Під час конкурсу з'явилось повідомлення, що співак зробив собі тату зі словом «музика» українською мовою.